# Экстернат
Экстерна́т, экстернатура (от лат. externus — посторонний) — обучение в экстернатуре, форма аттестации, которая предполагает самостоятельное изучение общеобразовательных программ основного общего, среднего (полного) общего, высшего образования с промежуточной и государственной (итоговой) аттестациями в образовательном учреждении, имеющем государственную аккредитацию.
Вольноприходящий ученик, внешний слушатель — экстерн.
Суть экстерната состоит в возможности получить среднее или высшее образование без ежедневного посещения школы, университета. Двухгодичная (или более) программа может быть пройдена за один год со сдачей итоговой (май — июнь) аттестации.
Преимущество экстерната состоит в том, что он даёт возможность реализации индивидуальной образовательной траектории, освобождает время для подготовки к поступлению в вуз, позволяет в более свободном режиме посещать учебное заведение, совмещать учёбу в школе или университете и работу или обучение в другом учебном заведении и пр. Обучение в экстернате может быть полностью самостоятельным, учащийся сдаёт только экзамены.
Главный принцип экстерната — освободить учеников и студентов от ежедневных многочасовых занятий в учебном заведении, сэкономив таким образом время, но при этом дать полноценное образование. Система образования экстерном устроена так, что за наименьший период времени обучающийся получает наибольшее количество информации. Мнение о том, что получаемые знания поверхностны, ошибочно. Обучающийся осваивает программу самостоятельно, а степень усвоения контролирует преподаватель. Для этого обучающийся проходит промежуточную и итоговую аттестации, сдаёт зачёты и экзамены и на основании положительных результатов получает аттестат государственного образца.
Наиболее часто экстерны выбирают такие формы обучения:
1. Семейная форма.
2. Самообразование.
3. Заочное обучение.

## Сертификация и удостоверения
Экстернат также относится к самостоятельной подготовке к сдаче экзамена для получения водительского удостоверения, квалификационной сертификации, допусков к выполнению опасных работ (высоковольтные электроустановки, техника безопасности и охраны труда, взрывоопасные и ядовитые вещества и прочее).